# Benthamina alyxifolia
Benthamina alyxifolia är en tvåhjärtbladig växtart som först beskrevs av George Bentham, och fick sitt nu gällande namn av Tieghem. Benthamina alyxifolia ingår i släktet Benthamina och familjen Loranthaceae. Inga underarter finns listade i Catalogue of Life.